# Survivor
Survivor — американская рок-группа. Стиль группы можно определить как типичный американский хард-рок, выдержанный в энергичном темпе, с агрессивной мелодикой, однако весьма насыщенный клавишными, и в результате сведённый до уровня AOR.

## История

### Предыстория
До образования Survivor Джим Петерик был ведущим вокалистом-гитаристом группы The Ides of March.  Дебют «группы Петерика» состоялся в сентябре 1977 года в одном из клубов Чикаго, после чего она в течение года гастролировала по Среднему Западу и Тихоокеанскому побережью, после чего, в декабре 1978 года, участники его группы «разбежались».
Изначально группа называлась The Jim Peterik Band, но Петерик хотел иметь более запоминающееся название, в результате чего в 1979 году группа была переименована в Survivor.

### Survivor
Тем самым, группа была создана зимой 1978 года в Чикаго. Основателями группы выступили Джим Петерик — клавишник, композитор и мультиинструменталист, Дэйв Биклер — певец, и гитарист Фрэнк Салливан. Позднее к ним присоединились басист Дэнис Кит Джонсон и барабанщик Гэри Смит.
В конце 1978 года, после распада «The Jim Peterick Band» Джон Калоднер, ответственный за поиск исполнителей в компании Atlantic Records, подписал c группой контракт, и в январе 1979 году Петерик переименовал группу «Survivor», после чего музыканты записали и выпустили первый альбом, названный Survivor, на лейбле Scotti Bros. Альбом имел умеренный успех и послужил основанием для базы поклонников группы.
После восьмимесячных гастролей группа вновь уединилась в студии, однако уже в изменённом составе. Дэнис Кит и Гэри Смит были заняты также в других проектах, что мешало им работать в Survivor, и они, разуверившись в будущем, покинули группу. На их место пришли Марк Драби — барабаны и Стефан Эллис — бас-гитара. Записанный альбом Premonition имел уже больший успех, однако настоящий прорыв состоялся только со следующим альбомом.
Сильвестр Сталлоне, который в то время был занят съёмками фильма Рокки 3, искал подходящую музыку для фильма. Случайно по радио он услышал сингл Survivor «Poor Man’s Son» (по другим данным, запись дал прослушать Тони Скотти, совладелец Scotti Bros), и встретился с группой, передав ей 10 первых записанных минут фильма. Группа записала саундтрек под названием «Eye of the Tiger». Он тут же взлетел и собрал все мыслимые награды, заняв первое место в чарте «Биллборда» (6 недель), возглавил также британский и австралийский хит-парады , сингл в течение 18 недель находился в Топ-40, получил премию Грэмми, в номинации «Лучшая новая песня» победил в People’s Choice Awards, номинировался на Оскар, как лучший саундтрек. В конце 1982 года группа выпустила одноимённый альбом, который занял 2-е место в чарте «Биллборда» и стал первым платиновым альбомом группы.
В 1983 и 1984 годах группа выпустила ещё два успешных альбома — Caught in the Game и Vital Songs. Последний записывался уже с другим певцом: Дэйв Биклер был вынужден покинуть группу из-за проблем с голосом, и на его место пришёл Джими Джеймисон. В то же время группа записала саундтрек к фильму Каратэ-пацан, а в 1985 году — саундтрек к фильму Рокки 4.
В 1986 году был выпущен альбом When Seconds Count, достигший золотого статуса, а в 1988 году группа выпустила альбом Too Hot To Sleep, который продемонстрировал достаточно тяжёлую музыку, однако не имел коммерческого успеха. Несмотря на это, многие критики[кто?] считают этот альбом лучшим в дискографии группы, наряду с их вторым релизом.
С 1989 по 2000 год члены группы занимались сольной работой, выпускали сборники и спорили из-за прав на название группы. Сначала группу покинули Джим Петерик и Фрэнк Салливан, а Джими Джеймисон продолжал выступления с различными музыкантами под названием Jimi Jamison’s Survivor. В 1992 году восемь или десять раз с группой выступал Фрэнк Салливан. В конце 1992 и начале 1993 года Петерик, Салливан и Джемисон собрались для выпуска нового альбома, но Джеймисон остался недоволен результатами переговоров и вернулся к выступлениям под маркой Jimi Jamison’s Survivor.
Весной 1993 года Петерик и Салливан пригласили бывшего певца Дэйва Биклера и выпустили сборник с двумя новыми песнями, а затем возбудили судебный процесс против Джеймисона. С 1993 по 1996 год они записали более 20 демоверсий для нового альбома, однако выпустить их легально не удалось, в связи с судебным процессом. Песни прозвучали на бутлеге Fire Makes Steel.
Поскольку группа начала двигаться в направлении блюза, группу покинул Джим Петерик. Последний раз он выступил с группой 3 июля 1996 года. На его место был приглашён Крис Гров.
В том же 1996 году Марк Драби и Стефан Эллис вернулись в Survivor.
В конце концов в сентябре 1999 года Салливан выиграл судебный спор за имя группы, положив, казалось бы, конец разброду и шатаниям.
Однако полноценный альбом группы вышел только в 2006 году, содержащий как новые песни, так и некоторые перезаписанные композиции с бутлега Fire Makes Steel, а в период с 1999 года группа гастролировала в различных составах, принимала участие в различных шоу и записала саундтрек к фильму Сильвестра Сталлоне «Гонщик» (однако в фильм её не включили). Survivor можно услышать также в комедии «Телеведущий: Легенда о Роне Бургунди». Фрэнки Салливан сообщил о смерти басиста Стефана Эллиса в 2019 году. По версии DDD:
- Песня «Eye of the tiger»
  - Занимает 13 место в числе 100 лучших песен 1982 года;
  - 63 место в числе 100 лучших рок-гимнов;
  - Входит в число 1000 песен, которые должен знать каждый фанат рока;
  - Гитарный рифф из песни занимает 41 место в числе 100 лучших гитарных риффов.

- Песня «Burning Heart»
  - Занимает 88 место в числе 100 лучших песен 1985 года.

- Джими Джеймисон
  - Занимает 74 место среди 100 лучших рок-вокалистов.

## Дискография

### Студийные альбомы
- Survivor (1979) #169 US
- Premonition (1981) #82 US
- Eye of the Tiger (1982) #2 US
- Caught in the Game (1983) #82 US
- Vital Signs (1984) #16 US
- When Seconds Count (1986) #49 US
- Too Hot to Sleep (1988) #187 US
- Reach (2006)

### Концертные альбомы
- Live In Tokyo (1985)

### Сборники
- Greatest Hits (1989)
- Greatest Hits (1993)
- Prime Cuts: Classics Tracks (1998)
- Survivor Special Selection (2000)
- Fire in Your Eyes: Greatest Hits (2001)
- Ultimate Survivor (2004)
- Extended Versions: The Encore Collection (2004)
- The Best of Survivor (2006)
- Playlist: The Very Best of Survivor (2009)

### Синглы
| Год  | Песня                                 | Billboard Hot 100 | Mainstream Rock Tracks | Adult Contemporary chart | UK singles | Альбом                             |
| ---- | ------------------------------------- | ----------------- | ---------------------- | ------------------------ | ---------- | ---------------------------------- |
| 1980 | «Somewhere in America»                | 70                | -                      | -                        | -          | Survivor                           |
| 1980 | «Rebel Girl»                          | 103               | -                      | -                        | -          | Сингл, не включённый в альбом      |
| 1981 | «Poor Man’s Son»                      | 33                | -                      | -                        | -          | Premonition                        |
| 1982 | «Summer Nights»                       | 62                | -                      | -                        | -          | Premonition                        |
| 1982 | «Eye of the Tiger»                    | 1                 | 1                      | 27                       | 1          | Eye of the Tiger/Рокки 3 саундтрек |
| 1982 | «American Heartbeat»                  | 17                | -                      | -                        | -          | Eye of the Tiger                   |
| 1982 | «The One That Really Matters»         | 74                | -                      | -                        | -          | Eye of the Tiger                   |
| 1983 | «Caught in the Game»                  | 77                | 16                     | -                        | -          | Caught In The Game                 |
| 1984 | «The Moment of Truth»                 | 63                | -                      | -                        | -          | Каратэ Кид саундтрек               |
| 1984 | «I Can’t Hold Back»                   | 13                | 1                      | -                        | 80         | Vital Signs                        |
| 1985 | «High on You»                         | 8                 | 8                      | -                        | -          | Vital Signs                        |
| 1985 | «The Search Is Over»                  | 4                 | -                      | 1                        | -          | Vital Signs                        |
| 1985 | «First Night»                         | 53                | -                      | -                        | -          | Vital Signs                        |
| 1985 | «Burning Heart»                       | 2                 | 11                     | -                        | 5          | Рокки 4 саундтрек                  |
| 1986 | «Is This Love»                        | 9                 | 27                     | 25                       | -          | When Seconds Count                 |
| 1987 | «How Much Love»                       | 51                | -                      | -                        | -          | When Seconds Count                 |
| 1987 | «Man Against the World»               | 86                | -                      | -                        | -          | When Seconds Count                 |
| 1988 | «Didn’t Know it Was Love»             | 61                | 40                     | -                        | -          | Too Hot to Sleep                   |
| 1989 | «Across the Miles»                    | 74                | -                      | 16                       | -          | Too Hot to Sleep                   |
| 2007 | «Eye of the Tiger» (2007 переиздание) | -                 | -                      | -                        | 47         | Eye of the Tiger/Рокки 3 саундтрек |

## Состав группы
| Нынешние участники - Фрэнки Салливан — гитара, бэк-вокал (1979—1989, 1993—наши дни) - Дейв Биклер — ведущий вокал (1979—1983, 1993—2000, 2013—наши дни) - Билли Оззелло — бас-гитара (1995—1996, 1999—2003, 2006—наши дни) - Уолтер Толентино — клавишные, бэк-вокал (2011—наши дни) - Райан Салливан — ударные (2014—наши дни) | Бывшие участники - Джим Петерик — клавишные, бэк-вокал (1979—1989, 1993—1996) - Дэнис Кит Джонсон — бас-гитара (1979—1981) - Гэри Смит — ударные (1979—1981) - Марк Драби — ударные (1981—1988, 1996—2014) - Стефан Эллис — бас-гитара, бэк-вокал (1981—1988, 1996—1999; умер в 2019) - Джими Джемисон — ведущий вокал (1984—1989, 2000—2006, 2011—2014; умер в 2014) - Билл Сайнар — бас-гитара (1988—1989, 1993) - Микки Карри — ударные (1988) - Кайл Вудринг — ударные (1988—1989, 1993—1996; умер в 2009) - Клем Хейес — бас-гитара (1993—1994) - Рэнди Райли — бас-гитара (1994—1995, 2003—2005) - Криc Гроув — клавишные (1996—2008) - Гордон Патриарса — бас-гитара (1999) - Барри Данауэй — бас-гитара (2005—2006) - Робин Маколи — вокал (2006—2011) - Майкл Янг — клавишные (2008—2010) - Митчелл Сигман — клавишные, гитара, бэк-вокал (2010—2011) |